# 別府明礬橋
別府明礬橋（べっぷみょうばんきょう）は、大分県別府市大字鶴見（明礬）にある東九州自動車道（建設当初は大分自動車道）のコンクリートアーチ橋。
1989年（平成元年）の竣工当時は、「東洋一」と謳われた日本最長のアーチ支間（235.0m）を有するコンクリートアーチ橋であった。

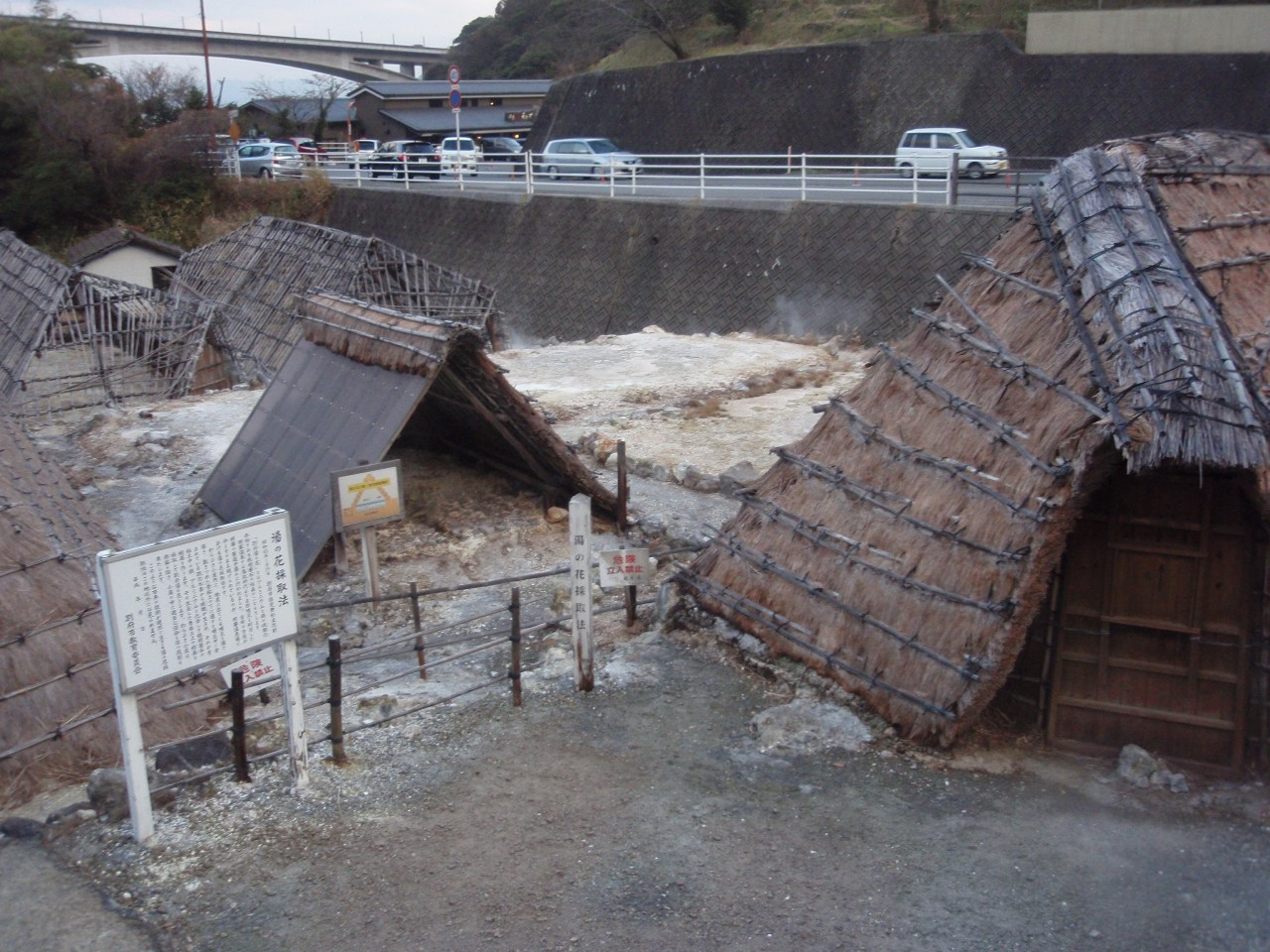
コンクリート腐食実験を行った明礬地獄の湯ノ花小屋。奥に別府明礬橋が見える。

## 概要
東九州自動車道の別府湾サービスエリアと別府インターチェンジの間に位置し、別府市郊外のU字谷に架かる道路橋である。別府八湯のひとつ明礬温泉に近接するため、周辺環境との調和、工事による温泉脈への影響などを考慮し、上路式鉄筋コンクリート固定アーチ橋が選択された（後述）。また、建設に当たっては、硫化水素と強酸の温泉水が噴出する、強酸性の土壌に架橋することから、明礬地獄の湯の花小屋にて10年にわたるコンクリート耐久試験を行うなど、耐酸・耐腐食対策を入念に行ったほか、補修に当たっては、耐震補強が行われた。また、国内初となる、トラス橋とカンチレバー橋の技術を統合したトラスカンチレバー工法と、コンクリートアーチ橋の架橋工法の一つであるメラン工法を併用した工法が採用された。
アーチの美しい曲線と、長大な橋梁を支えるにもかかわらず軽やかさを感じさせるデザインは、別府湾等を借景とし、周辺の景観に調和した、明礬温泉のシンボル的存在となっている。
1989年の土木学会田中賞、1990年（平成2年）の国際プレストレストコンクリート連合（FIP）特別賞を受賞している。
2018年8月より、所属が大分自動車道から東九州自動車道に変更された。
また、雨天時に霧が発生しやすく、しばしば通行止めになることから、2000年（平成12年） - 2002年（平成14年）にかけて下り線に防霧ネットを設置して、濃霧対策を実施している。また、2014年には耐震化のための補強工事が実施された。

## 諸元
- 形式：上路式鉄筋コンクリート固定アーチ橋（RC固定アーチ橋+2径間連続PCラーメン橋）
- 橋長：411.0 m
- 幅：21.40 m
- アーチ支間：235.0 m
- 上床板支間割
  - アーチ部：25.85 m + 26.5 m + 5 × 16.5 m + 11.0 m + 58.0 m + 11.0 m + 5 × 16.5 m + 26.5m + 25.85m
  - ラーメン橋部：2 × 29.35 m
- 工法：トラスカンチレバー・メラン併用工法、片持ち張り出し式
- 車線数：完成4車線
- 道路構造令による規格：第1種第3級A規格
- 耐震区分：B区分、B地域
- 防霧網：高さ＝4.5m、 延長＝434m
- 着工：1985年9月
- 竣工：1989年6月
- 発注者：日本道路公団
- 設計者：日本構造橋梁研究所・鹿島建設土木設計部
- 施工者：鹿島建設・住友建設共同企業体、アサヒライズ（防霧ネット増設工事）
- 管理者：日本道路公団→西日本高速道路（NEXCO西日本）

当項目およびテンプレート出典。

## 沿革
- 時期不明：九州横断自動車道長崎大分線（大分自動車道）に着工命令。
- 1978年（昭和53年）：明礬地獄にてコンクリート腐食試験開始。
- 1985年（昭和60年）9月：別府橋（仮称）着工[1][9]
- 1989年（平成元年）
  - 6月：竣工[1]
  - 7月20日：湯布院IC - 別府IC間開通。
  - 不明：土木学会田中賞受賞。
- 1990年（平成2年）：国際プレストレストコンクリート連合（FIP）特別賞受賞。
- 2000年（平成12年） - 2002年（平成22年）：濃霧対策工事を実施[7]。
- 2001年（平成13年）：日本道路公団試験研究所によるコンクリート耐久の大規模調査を実施。
- 2002年（平成14年）：長期クリープ検証のための橋のたわみ測定を終了。
- 2005年（平成17年）：管理を日本道路公団から西日本高速道路に移管（民営化）。
- 2016年（平成28年）4月16日：熊本地震（本震）
- 2018年（平成30年）8月5日：所属路線が「大分自動車道」から「東九州自動車道」に変更[6]。

## 建設過程

### 強酸性の温泉地を超えて架橋する（総論）
大分自動車道で最初に開通する湯布院IC - 別府IC間のなかでも屈指の景観地である当橋は、別府八湯の一つである、明礬温泉に位置する。明礬温泉は別府八湯の中でも最もpHが低い、pH2.5の硫黄泉を主体とするため、土壌が温泉水や噴出する硫化水素により強酸性であることから、鉄筋の腐食だけでなくコンクリートそのものの劣化への対応が求められた。温泉水・硫化水素による問題は地盤にも広がっており、温泉による強酸・熱水変性を受けた脆い地盤が周囲に広がっているのも問題となった。工事による温泉脈への影響を最小限にする観点も踏まえ、U字谷に橋脚を置くことを避ける構造となった。その中でも橋梁の耐酸性が、最大の問題となった。
以上の観点から、別府明礬橋の主橋は、当時、高速道路の高架橋として標準的な工法の一つであったRC固定アーチ橋が選択され、さらに北九州側に2径間連続PCラーメン橋を連続させる構造となった。これは建設当時、「東洋一」の長大スパンのコンクリート橋であった。工事は1985年9月に着工した。

### コンクリートは温泉地に耐えられるのか（材料化学的問題）
先述の通り、硫化水素と硫黄泉により、強酸性（pH4～6程度、場所により4以下）の土壌となっているこの地域に塩基性（pH12-13程度）の鉄筋コンクリートを施工することは、酸塩基反応による中和（コンクリートの中性化）を超えて、酸による腐食が進行する。これにより、鉄筋の腐食、ひいてはコンクリートそのものの劣化が起こり、強度が一気に低下してしまう。その対策のため、着工の7年前である1978年（昭和53年）から10年をかけて、腐食実験（耐久試験）が行われた。
実験では、明礬温泉で、硫化水素が噴出する地域である、「明礬地獄」の湯ノ花小屋の一角を借り、そこに鉄筋コンクリート片を置いて、腐食に関連する因子の特定と定式化を実施した。解析の結果、コンクリートの腐食が土壌pHと暴露期間により比例的に進行していくことが示された。これを基に、耐用年数を50年としてコンクリート量の設計を実施した。さらに、エポキシ樹脂モルタルを吹き付けることで防食対策を実施した。

### 温泉で脆くなった土壌（地質学的問題）
この地域の土壌は新生代第四紀更新世の火山噴出物で、角閃石と輝石を多く含有する安山岩と凝灰角礫岩を基岩とする。 この両基岩が温泉に由来する地熱で複雑な変質を受けており、特に、架橋地点の起点（北九州）側の斜面 (アーチアバットAAI)は、当初の地質調査の段階で、温泉による熱水変質を受けており、かつ土層構成が複雑であることがわかった。工事が進捗して、掘削がほぼ完了する時点になっても、想定の基礎岩盤が見当たらず、変質した粘性土のまわりに未変質の岩塊が点在している状況で、予想以上に熱水変質を受けていること判明した。強酸性の地下水位置の関係から、これ以上、床付位置を下げることが出来ないため、この地盤が支持地盤として期待できるかどうかが、架橋工事の継続に対して大きな岐路であった、という。入念に土壌試験を実施した上で、架橋材料に合成構造メラン材を使用したトラス構造とすること、補剛桁とアーチリブの剛性をほぼ等しくすることで、アーチアバット（土台）部にかかる反力の軽減を実現した。(詳細後述)
また、土壌改良として、石灰混和土の埋め戻しによる土壌のアルカリ化が実施された。(詳細後述)

### アーチアバットのひび割れ対策（材料工学的問題）
また、アーチアバット部では土壌酸性度が非常に高く、腐食進行が大いに予想されるため、同部の強度が要求される。一方で、大量のコンクリートを使う（マスコンクリート）ため、コンクリート造成時の自身の発熱、温度降下によるひび割れが想定された。そのため、ひび割れ解析を実施し、発熱量の少ない高炉セメントを使用すること、練混水の一部をフレーク状の氷に変え、アジテーター車のドラムを冷やす等、セメントを17℃に冷却して施工を実施した。対策の結果、施工直後のひび割れ問題は起きなかった。
設計に携わった坂手（1987、2005）は、アーチアバット部のみならず、アーチ部や橋体のコンクリートのひび割れ・剪断力についても報告している。

### より上級の景観を求めて（景観的問題）
また、設計に当たっては温泉関係者、地元住民からの要求のハードルも高く、特に景観上のハードルが大きかったという。具体的には、温泉街から湯煙越しに別府湾を盟む美しい温泉情緒豊かな景観を、近代構造物により、より上級の景観を創造する事が求められた。さらには、別府市街地、別府湾をはさんで対岸の大分市からも見えるために、そのデザインの難易度が要求された。
別府湾・高崎山を借景とし、周辺の景観に調和した軽やかで優美な形態を持つアーチ橋とすることで周辺景観と調和したデザインとなり、明礬温泉の雄大なシンボルともいえる存在になった。
また、別府明礬橋のデザインは橋梁景観設計における例として、爾後の研究材料の一つとして提示され、橋梁景観設計におけるキーワード選定の基準の参考にも用いられた。

### 諸問題を乗り越えて（工法概略）
重要な諸問題を次々にクリアし、架橋工事は実施された。直下に、別府から十文字原・塚原方面への観光ルートである国道500号が走行することから、交通および観光に配慮した工事が実施された。
採用されたトラスカンチレバー工法は、トラス橋にカンチレバー橋の構造を導入したものであり、軽量化されたトラス構造とカンチレバー橋の片持ち梁の効果により、橋脚の支間長（スパン）を確保する利点がある、という（詳細はトラスカンチレバー工法参照。）。また、メラン工法は、アーチ橋のアーチ部ににメラン材と呼ばれる鉄骨アーチをあらかじめ架設し、これをコンクリートで巻きたてる工法である（詳細はアーチ橋#建設方法参照）。「トラスカンチレバー・メラン併用工法」による架橋は国内初という。これにより脆くなった土壌にアーチアバットが与える反力が軽減され、脆い土壌での架橋に耐えられる、という。さらに、片持ち張り出し方式による架橋によって、コンクリート橋のさらなる長大化が可能だという。
しかし、建設後のアーチアバットの沈下が予想され、これによる橋体のたわみが問題となり、不安を残す形で架橋工事は終了した。1989年（平成元年）6月に竣工、同年7月20日に開通・供用開始された。

## 架橋後の技術評価
架橋後の技術評価について、コンクリートの腐食問題、土壌酸性化の問題、たわみの問題について解説する。

### コンクリートの腐食速度の検証
硫化水素によるコンクリートへの腐食の問題は、架橋後も日本道路公団、それを継承した西日本高速道路が定期的に3~5年ごとの検証を行っており、架橋後12年経った2001年（平成13年）には日本道路公団試験研究所（現：高速道路総合技術研究所）にて大規模な検証が行われた。最も腐食が進むと推定されたP2橋脚（北九州側、アーチ橋・ラーメン橋接合部）で採取したコンクリートを解析した結果、問題となるような腐食は進行しておらず、架橋100年後も本体コンクリートは健全、との判断が下されている。

### 土壌酸性化の検証
西日本高速道路の小原（2015）による報告では、2014年（平成25年：開通後25年経過）に実施したP3橋脚付近の埋め戻し土壌のpH測定について、表土でpH7.7、土中でpH8.6と報告している。土壌アルカリ化改良実施時のpHを11と見積もった場合、今後75年、すなわち建設から100年経った地点で土壌pHが4以下になってしまう。そこで、後述する補強工事の埋め戻しの際、建設時と同様に石灰混合を実施。pH11以上になることを確認して埋め戻しを実施した。

### たわみの検証
前項で述べた、たわみの問題は、設計段階・工事中のクリープ試験で確認されているが、最大の問題となったのはアーチアバット部の沈下によるたわみ、特に長期クリープであった。完成後工事に携わった鹿島建設・住友建設主体の有志による、たわみ計測が2年毎、完成14年後の2003（平成15年）年まで実施された。2003年現在で、最終値の約80%のたわみ量となり、想定範囲内に収まっていることが確認された。
また、耐震補強工事においても、計測リサーチコンサルト社による「光学的全視野ひずみ計測」という技術を用いた計測が行われた。

## 改良工事

### 耐震工事
設計当時、設計水平震度0.2（レベル1地震動相当）で設計されたが、東北地方太平洋沖地震のようなプレート地震・兵庫県南部地震のような内陸地震に対する落橋防止、地震からの早期復帰ができるように2014年に耐震工事が実施された。しかし、大規模RC固定アーチ橋の耐震補強という、実例の少ない工事でもあった。ファイバーモデル、梁モデルを活用した耐震性能の照査等を行い、ねじりモーメントの算出を実施した。その結果、景観に係るアーチリブおよび補剛桁を無補強とし、橋脚のせ剪断力、軸方向鉄筋部の耐震強化のみを強化することとなった。基礎への影響、施工条件の制約、景観の観点から炭素繊維シートによる補強が選ばれたが、これにも土壌pH4以下に耐えうる耐酸性を求めた。これをパテやレジンを用いてFRP化したCFRPによる補強を実施した。
補強しない部位に関しては、凍結防止剤散布の影響を減らすためのコンクリート保護加工を実施し、景観を損なわぬようするため、その境界部を目立ちにくく塗装加工した。
工事に際しては建設時同様に、国道500号や温泉地、加えて上部の高速道路にも配慮を払った工事が実施された。
耐震補強工事終了後の2016年に熊本地震が発生。4月16日の本震では、近傍の別府市鶴見で震度6弱、別府市天間で震度5強を観測（震度等は当該記事参照）。大分県側震源地周囲の大分自動車道の道路施設が被災する中、2016年5月25日付の西日本高速道路による被害・復旧報告によれば、別府明礬橋に関する著明な被害は報告されていない。

### 防霧ネット増設工事

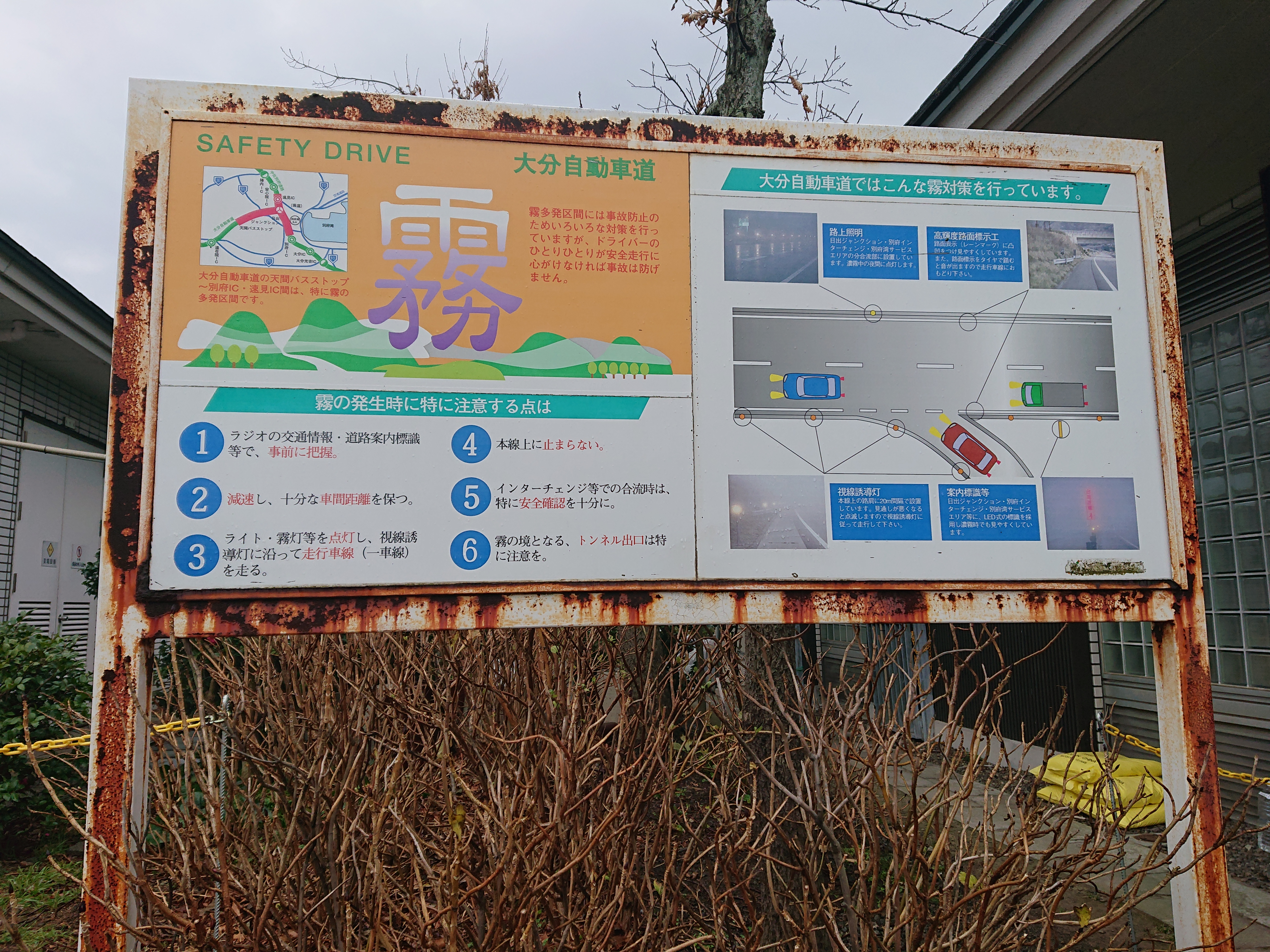
別府湾SAにて掲示されている、霧対策の案内。

別府明礬橋を含む東九州自動車道の大分農業文化公園IC - 大分IC間、大分自動車道の湯布院IC - 日出JCT間、日出バイパスでは、別府湾からの空気が湾岸の上昇することで冷却されて水蒸気が凝結し、霧（滑昇霧）が発生しやすい。
国土交通省のまとめた「要因別高速道路通行止め時間」では、別府明礬橋が大分自動車道所属だった2015年（平成27年）度に湯布院IC - 日出JCT間の年間通行止め時間が約357時間となり「災害・悪天候」の部門で最悪となったほか、同率1位に大分県内の日出JCT周辺6区間×上下線の計12区間がランクインしている。「災害・悪天候部門」では、第13位の九州道の約3倍、霧に限定すれば第13位の山陽道の約30倍の通行止め時間となるなど、「大分地方の霧」・「年間を通じて霧の発生回数が多い大分道などの区間」と名指しされるレベルで霧通行止めがたびたび発生している。
別府明礬橋周辺区間では大分自動車道時代から防霧対策として、別府明礬橋や冷川橋などに2000年（平成12年）度より、海側（下り線）に防霧ネット等が設置されているが、その効果は限定的と評価されている。防霧ネット等による対策工事後も通行止めが相次ぐことから、2019年（令和元年）9月17日、大分市議会は国に対し、地方自治法第99条に基づく大分道・東九州道の濃霧対策に関する意見書を採択している。

## 隣
E10 東九州自動車道
（10）日出JCT - （10-1）別府湾SA/SIC - 別府明礬橋 - （11）別府IC